# Lycaena myrmecias
Lycaena myrmecias är en fjärilsart som beskrevs av Hugo Theodor Christoph 1877. Lycaena myrmecias ingår i släktet Lycaena och familjen juvelvingar. Inga underarter finns listade i Catalogue of Life.